# Васильевская (Плесецкий район)
Васильевская — деревня в Плесецком районе Архангельской области.

## География
Находится в западной части Архангельской области на расстоянии приблизительно 38 км на юг-юго-запад по прямой от административного центра района поселка Плесецк на правобережье реки Онега.

## История
В 1873 году здесь (деревня Каргопольского уезда Олонецкой губернии было учтено 13 дворов, в 1905 — 18. До 2021 года входила в Федовское сельское поселение до его упразднения.

## Население
Численность населения: 75 человек (1873 год), 119 (1905), 0 как в 2002 году, так и в 2010.

## Известные уроженцы
- Чумбаров-Лучинский, Фёдор Степанович (1899—1921) — русский революционер, большевик.